# Elizabeth Konsulova-Vazova
 (novembre 2024).
Élisaveta Gueorguieva Konsoulova-Vazova (en Bulgare : Елисавета Георгиева Консулова-Вазова) (1881-1965) est l'une des premières femmes peintres bulgares. Elle est l'épouse de Boris Vazov (Борис Вазов), le plus jeune frère de l'écrivain Ivan Vazov, et la mère de l'artiste Binka Vazova (Бинка Вазова). Le professeur Konstantin Gălăbov (Константин Гълъбов) la surnomme « la mère des fleurs ».

## Biographie
Élisaveta Gueorguieva Konsoulova-Vazova est née à Plovdiv en 1881 dans la famille de Gueorgui Konsoulov (Георги Консулов), militant bulgare ayant participé à l'Insurrection d'avril, et d'Anna Konsoulova (Hadjiénova). En 1891, sa famille déménage à Sofia, où son père est nommé directeur de la distillerie.
Elle commence à apprendre le dessin dans l'atelier privé de l’émigrée russe Esther Stelepian, où elle s’initie à la représentation de modèles nus d’après nature. Élisaveta Vazova poursuit ses études à l’École de dessin de Sofia sous la direction du professeur Ivan Mrkvička. Sous la tutelle de Jaroslav Věšín (Ярослав Вешин), elle se distingue par son exigence à travailler, comme les artistes masculins, d’après des modèles vivants plutôt que sur des moulages en plâtre. Elle est reconnue comme la première artiste bulgare à avoir peint des nus. Elle obtiendra son diplôme en 1902.
La première exposition d'Élisaveta Vazova a lieu en 1919 à Sofia, étant la première exposition individuelle d'une femme artiste en Bulgarie. Elle présente ensuite son travail à Prague (1931), Pilsen et Bratislava (1932), ainsi qu'à nouveau à Sofia en 1934 et 1956. Aujourd'hui, ses œuvres figurent dans de nombreux musées.
Elle est l'une des fondatrices de la société Rodno Izkoustvo (Родно изкуство, "Art National") et membre de l'Union des artistes bulgares. Elle a joué également un rôle public en tant que rédactrice des revues Beseda (1934–1940) et Dom i Svyat (Maison et Monde) (1940–1943). En outre, elle a collaboré avec les revues Hudozhnik et Izkoustvo, où elle a écrit des articles de critique artistique sur l'art bulgare et l'art visuel de l'Europe de l'Ouest. Polyglotte, elle était également une excellente traductrice d'œuvres littéraires.
Pendant la guerre des Balkans (1912-1913), elle est infirmière pour la Croix-Rouge sur le front.
Elle est titulaire de l'Ordre des Saints Cyrille et Méthode de 1re classe (1961). Cet ordre est l'une des distinctions les plus prestigieuses en Bulgarie, attribuée pour des contributions exceptionnelles dans les domaines de la culture, de l'éducation et de la science, en particulier pour la promotion et la préservation de la langue bulgare et de la culture slavonne. Elle a été aussi décorée de l'Ordre du Mérite civil.
En 1956, un hommage est rendu à ses 55 ans de carrière artistique.
Elle meurt le 29 août 1965 à Sofia à l'âge de 83 ans.

## Portraitiste
Entre 1909 et 1910, elle se perfectionne en peinture de portrait en Allemagne, à Munich, à l'Académie de la Société des femmes artistes sous la direction du professeur Heinrich Knirr.
Le portrait est le genre principal de l'œuvre de Konsoulova-Vazova. Son style, proche de celui des impressionnistes, se caractérise par la réalisation de nombreuses toiles en plein air. Elle privilégie des techniques telles que le pastel, la peinture à l'huile et l'aquarelle. Parmi ses modèles figurent Stoyan Mihaylovski (Стоян Михайловски) (1918), Boris Vazov (Борис Вазов), Hristo Stambolski (Христо Стамболски), et Dobri Hristov (Добри Христов) (1919), Ivan Vazov (Иван Вазов) (1920), Aleksandar Bozhinov (Александър Божинов) (1925), Kirill Hristov (Кирил Христов), l'architecte Atanas Donkov, ainsi qu'un certain nombre d'acteurs bulgares tels que Dragomir Kazakov (Драгомир Казаков), Elena Khranova (Елена Хранова), Marta Popova (Марта Попова), Irina Taseva (Ирина Тасева), et Spas Dzhonev (Спас Джонев).
Elle s'est aussi distinguée avec des peintures de natures mortes florales, dont elle laisse un grand nombre.

## Sources
1. 1 2 3 4  « Elisaveta Georgieva Konsulova-Vazova », sur AWARE Women artists / Femmes artistes (consulté le 19 novembre 2024)
2. 1 2 3 4  (bg) « Нашия патрон: Елисавета Консулова – Вазова | ПРОФЕСИОНАЛНА ГИМНАЗИЯ ПО ДИЗАЙН "ЕЛИСАВЕТА ВАЗОВА" – София » (consulté le 19 novembre 2024)
3. 1 2 3 4 5  (en) « Пловдивчанката Елисавета Консулова-Вазова - първата дама на българската живопис », sur Plovdivtime (consulté le 19 novembre 2024)